# Väggeberg
Väggeberg este o arie protejată (arie specială de conservare — SAC, sit de importanță comunitară — SCI) din Suedia întinsă pe o suprafață de 12,7 ha, integral pe uscat.

## Localizare
Centrul sitului Väggeberg este situat la coordonatele 57°39′53″N 15°31′14″E / 57.6648°N 15.5205°E.

## Înființare
Situl Väggeberg a fost declarat sit de importanță comunitară în ianuarie 2002 pentru a proteja un număr necunoscut de specii din flora spontană și fauna sălbatică aflate în arealul zonei. Situl a fost protejat și ca arie specială de conservare în martie 2011.

## Biodiversitate
Situată în ecoregiunea boreală, aria protejată conține 1 habitat natural: Taiga vestică.
La baza desemnării sitului se află un număr nedeclarat de specii protejate.